# Pao barbatus
Pao barbatus là một loài cá nóc nước ngọt thường được tìm thấy ở Đông Nam Á, tại các vùng lưu vực sông Mê Kông.
Loài này có quan hệ họ hàng gần với loài Tetraodon (Pao) cambodgiensis và thường được xem là đồng nghĩa cơ sở của loài đó cho đến năm 2013. Cùng năm đó, nhóm loài của chúng đã được chuyển từ chi Tetraodon sang chi Pao .  